# Il grande Jake
Il grande Jake (Big Jake) è un film del 1971, diretto e sceneggiato da George Sherman. Fu uno degli ultimi grandi western di John Wayne.

## Trama
È il 1909. Martha McCandles dirige un grosso ranch vicino al confine con il Messico, aiutata dai figli Jeff, Michael e James. Un giorno il ranch è attaccato dalla banda di John Fain (composta dai fratelli Fain, i fratelli Devries, John Goodfellow, Kid Duffy, Breed O'Brien, Pop Dawson e Trooper), e nella sparatoria molti dipendenti perdono la vita; Jeff riesce a uccidere i fratelli Devries ma viene ferito gravemente, e suo figlio Jacob (detto Little Jake, piccolo Jake, per distinguerlo dal nonno) viene rapito dalla banda che fugge verso il Messico.
Martha raccoglie una somma pari a 1000000 $ come riscatto per riavere il bambino e la mette in un forziere; uomini dell’esercito e dei Texas Ranger si offrono di portarlo ai rapitori, ma la donna sceglie di chiamare il marito Jacob (o Big Jake), che da 10 anni ha lasciato la famiglia e vagabonda facendo il pistolero accompagnato solo da un collie Rough (che lui chiama Dick). Al suo arrivo, i due coniugi discutono in segreto. Michael arriva in motocicletta dicendo di aver trovato i rapitori, e i Ranger partono per catturarli; Martha permette ai figli Michael e James di unirsi al gruppo dotato di automobili, mentre Big Jake disapprova apertamente e fa le cose alla vecchia maniera: cavalli, un mulo, il forziere, e un Apache suo vecchio amico, Sam Naso Affilato.
La banda di Fain tende un agguato e colpisce alcuni Ranger mettendo le auto fuori uso; Jake li raggiunge e permette ai figli di seguirlo; i rapporti fra padre e figli sono tesi per la lunga distanza, però Michael è contento di rivederlo e lo impressiona con la sua bravura di tiratore; Jake invece detesta i suoi modi gentilizi e moderni.
John Fain rintraccia il gruppo, e Jake va a parlare con lui; i due, tenendo per se stessi le rispettive identità, concordano la modalità del riscatto: Fain avverte che il piccolo Jake sarà ucciso se i soccorritori non seguiranno le sue istruzioni alla lettera, ma li avverte anche che si è sparsa la voce del forziere e sono attesi da un’altra banda; infatti, quando il gruppo si sistema in un albergo, dei banditi li assaltano; Jake e i figli, preparatisi per tempo, li uccidono tutti. Ma durante la sparatoria il forziere è stato aperto, e dentro ci sono solo ritagli di giornale; James e Michael accusano il padre di aver rubato il denaro, ma lui gli ricorda i morti al ranch e il fratello ferito: Martha ha tenuto il denaro, rifiutandosi di pagare la banda Fain!
Pop Dawson porta un messaggio; Big Jake e gli altri devono seguirlo per scambiare il denaro con Little Jake in un vecchio fortino fuori città; dovranno cavalcare insieme, senza fare nulla finché la banda non sarà partita; Little Jake avrà puntato addosso il fucile di Duffy, il loro tiratore scelto nascosto lontano; Jake accetta, ma lo convince che Michael è stato ucciso dai banditi; Jake, Dog, Sam e James seguono Dawson al forte, mentre Michael dovrà cercare il nascondiglio di Duffy.
Al loro arrivo, John Fain si presenta come capo della banda e ripete le minacce di Dawson; Jake gli lancia la chiave del forziere mentre Michael si piazza per coprirli; mentre Fain apre il forziere e si accorge dell’inganno, Big Jake spara e uccide Will Fain che teneva fermo Little Jake; Michael uccide Duffy, Sam colpisce Trooper e James fa fuori Dawson e O’Brien ma si rompe la mano; John Fain e Big Jake si affrontano riparati e si feriscono a vicenda finendo in stallo, così Jake ordina al nipote di correre da James; Goodfellow colpisce Sam e il cane con un machete, poi insegue Little Jake nella stalla; l’indiano muore subito, mentre l’animale tenta nuovamente nella stalla e viene ucciso; rimasto senza colpi, Big Jake corre alla stalla e uccide Goodfellow con un forcone. Fain lo trova inerme col nipote mentre tenta di lasciare la stalla, ma viene ucciso da Michael che nel frattempo era sceso dal tetto del forte; Big Jake rivela la sua identità al morente Fain e al nipote, che non lo ha mai visto; la famiglia si è riunita e parte per ritornare a casa.